# Rasteplads
 For alternative betydninger, se Rasteplads (flertydig). (Se også artikler, som begynder med Rasteplads)
En rasteplads er et anlæg langs en vej, typisk en motorvej, som tjener til at give personbils-, lastbils- og buschauffører mulighed for at holde pause ved længere køredistancer, specielt i forbindelse med fjerntrafik. Derudover er der som regel også anlagt ekstra parkeringspladser til fjerntrafikchauffører, hvor disse har mulighed for at afholde deres lovmæssigt påkrævede køre- og hviletider.

## Generelt
En motorvejsrasteplads ligger som regel i tilknytning til en tankstation samt badefaciliteter, toiletter og babypuslerum, og ofte også handicapberegnede indretninger. Nogle rastepladser er ligeledes udstyret med indkøbsmuligheder, mønttelefoner, internetadgang, en børnelegeplads og/eller faciliteter til udtømning af en campingvogns spildevandstank. De fleste rastepladser er døgnåbne.
Mange rastepladser har også en restaurant, som i så fald normalt ligger i sin egen bygning adskilt fra tankstationen. Visse anlæg har dog tankstation og restaurant under ét tag.
Der findes både bemandede og ubemandede rastepladser: De ubemandede rastepladser består kun af parkeringspladser og eventuelt toiletter, mens de bemandede derudover også har restaurant og/eller tankstation.